# Ulrich Bigalke
Ulrich Bigalke, né le 1er juillet 1910 à Essen, dans l'Empire allemand, et mort le 12 août 1940 au-dessus de l'Angleterre, est un pilote automobile allemand.

## Biographie
Né à Essen, Ulrich Bigalke étudie à Berlin-Charlottenbourg pour obtenir un diplôme d'ingénieur. Il devient célèbre en 1934 en remportant une course longue de 2 000 km sur une Fait Balilla de 1 litre. À l'été 1935, il rejoint Auto Union en tant qu'assistant de Willy Walb (de) mais continue de s'engager dans des courses locales sur Audi.
Il se rend utile à l'écurie en arrangeant les voyages, organisant les réservations, en étant un chauffeur du camion, un chronométreur, et même un mécanicien. Il rédige tous les rapports de course Auto Union, ce qui a servi d'information pour la gestion de l'entreprise. Aimant la photographie il réalise deux films sur l'équipe, l'un en 1936, l'autre en 1937. Il s'est également investi en tant qu'assistant-ingénieur sur le châssis et les freins. Remarqué en tant que pilote à la Coupe Vanderbilt 1937, il y réalise d'excellents chronos. Après un essai, il est sélectionné en tant que pilote de réserve pour les saisons 1938 et 1939. Même s'il prend le départ de l'Eifelrennen en 1939, l'équipe lui préférait Georg Meier. Il était surnommé Vesuvio par le public féminin italien. Ulrich Bigalke rejoint la Luftwaffe pendant la Seconde Guerre mondiale et périt au cours de la bataille d'Angleterre.